# We Are the World 25 for Haiti
We Are the World 25 for Haiti är en välgörenhetssingel inspelad av supergruppen Artists for Haiti året 2010. Låten är en nyinspelning av hitlåten "We Are The World" som var skriven av Lionel Richie och Michael Jackson, producerad av Quincy Jones och Michael Omartian och spelades in 1985 med supergruppen USA for Africa. Nyinspelningen gjordes för att samla in pengar till Haiti efter Jordbävningen i Haiti 2010. Musikvideon som släpptes för den nyinspelade versionen var regisserad av Paul Haggis. Låten spelades in på fjorton och en halvtimme med över 80 artister  1 februari och släpptes 12 februari 2010. Låtens musikaliska uppbyggnad är rätt så lik originalet, förutom att som ett andra stick så har det lagts till en rap med ett flertal rappare.

## Musiker iArtists for Haiti

### Dirigenter
- Quincy Jones
- Lionel Richie
- Mervyn Warren

### Soloartister (med ordning av uppträdande)
- Justin Bieber
- Nicole Scherzinger
- Jennifer Hudson
- Jennifer Nettles
- Josh Groban
- Tony Bennett
- Mary J. Blige
- Michael Jackson (stockbild)
- Janet Jackson
- Barbra Streisand
- Miley Cyrus
- Enrique Iglesias
- Jamie Foxx
- Wyclef Jean
- Adam Levine
- Pink
- BeBe Winans
- Usher
- Celine Dion
- Orianthi (på gitarr)
- Fergie
- Nick Jonas
- Toni Braxton
- Mary Mary (Erica Atkins-Campbell och Trecina Atkins-Campbell)
- Isaac Slade
- Carlos Santana (på gitarr)
- Lil Wayne (rap och sång)
- Akon
- T-Pain
- LL Cool J (rap)
- Will.i.am (rap)
- Snoop Dogg (rap)
- Nipsey Hussle (rap)
- Busta Rhymes (rap)
- Swizz Beatz (rap)
- Kid Cudi (rap)
- Mann (rap)
- Kanye West (rap)

### Refrängen
- Soloists
- Patti Austin
- Philip Bailey
- Piero Barone
- Fonzworth Bentley
- Ignazio Boschetto
- Bizzy Bone
- Ethan Bortnick
- Brandy
- Jeff Bridges
- Zac Brown
- Kristian Bush
- Natalie Cole
- Harry Connick Jr.
- Nikka Costa
- Kid Cudi
- Faith Evans
- Melanie Fiona
- Sean Garrett
- Amy Tan
- Tyrese Gibson
- Gianluca Ginoble
- Yngwie Goyette
- Anthony Hamilton
- Rick Hendrix
- Keri Hilson
- John Legend
- Julianne Hough
- India.Arie
- Randy Jackson
- Taj Jackson
- Taryll Jackson
- TJ Jackson
- Betty Lynn Jackson
- Al Jardine
- Jimmy Jean-Louis
- Ralph Johnson
- Joe Jonas
- Kevin Jonas
- Rashida Jones
- Gladys Knight
- Adam Levine
- Benji Madden
- Joel Madden
- Katharine McPhee
- Jason Mraz
- Mýa
- Freda Payne
- A. R. Rahman
- Reiza Rinah Ray
- RedOne
- Busta Rhymes
- Nicole Richie
- Kelly Rowland
- Raphael Saadiq
- Carlos Santana
- Trey Songz
- Musiq Soulchild
- Jordin Sparks
- Robin Thicke
- Rob Thomas
- Vince Vaughn
- Mervyn Warren
- Verdine White
- Ann Wilson
- Brian Wilson
- Nancy Wilson

### Fotnoter
1. ↑  ”"We are the world" 25 år senare”. Dagens nyheter. 28 februari 2010. http://www.dn.se/arkiv/kultur/we-are-the-world-25-ar-senare/. Läst 6 augusti 2016.